# Jim Fox
Jim Fox (n. 19 septembrie 1941, Pewsey⁠(d), Wiltshire⁠(d), Anglia, Regatul Unit – d. 28 aprilie 2023) a fost un inginer ce a reprezentat Regatul Unit al Marii Britanii și al Irlandei de Nord, medaliat olimpic. A participat la 4 ediții ale Jocurilor Olimpice (1964, 1968, 1972, 1976) în care a câștigat o medalie de aur.